# KV14
Grobnica  KV14 je dvojna grobnica, v kateri je bil sprva pokopan faraon Tausret iz Devetnajste dinastije. Kasneje jo je razširil in zase uporabil faraon Setnaht iz Dvajsete dinastije. Grobnica je odprta že od antike. Raziskal in ustrezno  dokumentiral jo je nemški egiptolog Hartwig Altenmüller v letih 1983 do 1987.
Grobnica je v glavnem delu Doline kraljev. V njej sta dve pogrebni sobi. Po razširitvi je z dolžino preko 112 m postala ena od največjih kraljevih grobnic.
Na izvirnih poslikavah je bil upodobljen faraon Tausret. Preko njega so kasneje naslikali  Setnahta, preko njega pa še kasneje  Setija II.

## Vira
- N. Reeves, R.H. Wilkinson (1996). The Complete Valley of the Kings. Thames and Hudson, London.
- A. Siliotti (1996). Guide to the Valley of the Kings and to the Theban Necropolises and Temples. A.A. Gaddis, Kairo.

## Galerija
- Načrt grobnice
- Notranjost grobnice
- Anubis
- Pogrebna soba
- Bogova Hor in Geb
- Setnahtova grobnica KV14a